# Constant Luzitu Mayoko
 (mai 2021).
La mise en forme du texte ne suit pas les recommandations de Wikipédia : il faut le « wikifier ».
Les points d'amélioration suivants sont les cas les plus fréquents. Le détail des points à revoir est peut-être précisé sur la page de discussion.
- Les titres sont pré-formatés par le logiciel. Ils ne sont ni en capitales, ni en gras.
- Le texte ne doit pas être écrit en capitales (les noms de famille non plus), ni en gras, ni en italique, ni en « petit »…
- Le gras n'est utilisé que pour surligner le titre de l'article dans l'introduction, une seule fois.
- L'italique est rarement utilisé : mots en langue étrangère, titres d'œuvres, noms de bateaux, etc.
- Les citations ne sont pas en italique mais en corps de texte normal. Elles sont entourées par des guillemets français : « et ».
- Les listes à puces sont à éviter, des paragraphes rédigés étant largement préférés. Les tableaux sont à réserver à la présentation de données structurées (résultats, etc.).
- Les appels de note de bas de page (petits chiffres en exposant, introduits par l'outil «  Source ») sont à placer entre la fin de phrase et le point final[comme ça].
- Les liens internes (vers d'autres articles de Wikipédia) sont à choisir avec parcimonie. Créez des liens vers des articles approfondissant le sujet. Les termes génériques sans rapport avec le sujet sont à éviter, ainsi que les répétitions de liens vers un même terme.
- Les liens externes sont à placer uniquement dans une section « Liens externes », à la fin de l'article. Ces liens sont à choisir avec parcimonie suivant les règles définies. Si un lien sert de source à l'article, son insertion dans le texte est à faire par les notes de bas de page.
- La présentation des références doit suivre les conventions bibliographiques. Il est recommandé d'utiliser les modèles {{Ouvrage}}, {{Chapitre}}, {{Article}}, {{Lien web}} et/ou {{Bibliographie}}. Le mode d'édition visuel peut mettre en forme automatiquement les références.
- Insérer une infobox (cadre d'informations à droite) n'est pas obligatoire pour parachever la mise en page.

Pour une aide détaillée, merci de consulter Aide:Wikification.
Si vous pensez que ces points ont été résolus, vous pouvez retirer ce bandeau et améliorer la mise en forme d'un autre article.
Constant Luzitu Mayoko, né le 19 octobre 1963 à Kinshasa, est un architecte et urbaniste congolais. 

## Histoire
Membre de l'ordre national des architectes de la République Démocratique du Congo, dont il est l'un des fondateurs. Il a toujours milité pour la crédibilité des architectes nationaux par les autorités congolaises pour une politique d'habitat au Congo,.

## Biographie et œuvre
Constant Luzitu est diplômé en architecture de l'Institut National des Bâtiments et Travaux Publics de Kinshasa depuis 1996,.
Il a fondé le bureau d'étude Beth Betsaleel. Il a décroché plusieurs prix de l'architecture.[Lequel ?]
Il est notamment connu pour avoir réalisé les projets suivants :
- Projets habitats à Pweto au Katanga à 2000
- Mon village (une concession, le cercle récréatif, 10 villas haut standing) à Kinshasa-Ngaliema 2012
- Immeuble Alfani (Alpha) à Kinshasa-Gombe 2012
- Immeuble la Française à Kinshasa-Gombe 2012
- Ministère de l’Intérieur & Décentralisation à Kinshasa-Gombe 2017
- Centre Hospitalier Tshisekedi Tshilombo (CHTT) de la caisse nationale de sécurité sociale (CNSS) à Lubumbashi 2016[7]
- Hôtel Kolwezi Lodge à Kolwezi 2020
- Hôtel Tcham à Kalemi 2020
- Rénovation du siège social de la Gécamines à Lubumbashi
- Temple du Ministère Amen à Kinshasa-Limete 2011
- Immeuble Ibrahim à Brazzaville
- Eraift (Hautes études des forêts tropicales) à Kinshasa-Unikin 2017
- Plusieurs Villas de haut standing à travers la RDC

Il est membre de l'ordre nationale des architectes de la RDC,,.

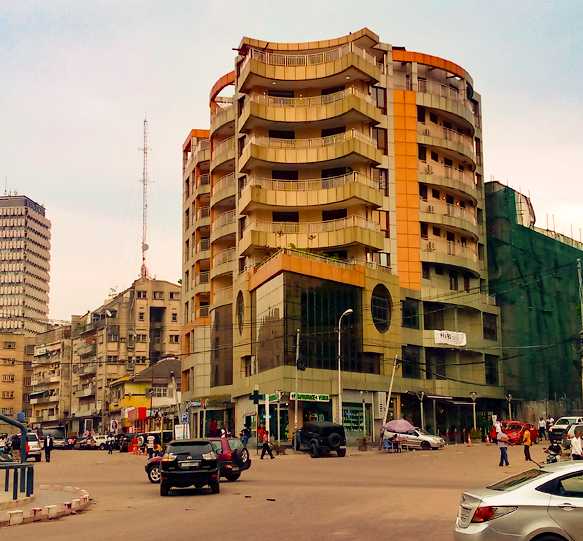
L'œuvre architecturale de Constant Luzitu située au roind-point Forescom à Kinshasa.

## Prix et reconnaissances
- 2015 diplôme de mérite en architecture
- 2016 Trophée Kin Malebo. Reconnaissant son Excellence en Architecture
- 2019 Prix d'ambassadeur du social et développement dans la catégorie Architecture et Design.
- 2020 Prix Meilleur Manager